# Эль-Порвенир (муниципалитет)
Эль-Порвенир (исп. El Porvenir) — муниципалитет в Мексике, штат Чьяпас, с административным центром в посёлке Эль-Порвенир-де-Веласко-Суарес. Численность населения, по данным переписи 2020 года, составила 12 263 человека.

## Общие сведения
Название El Porvenir с испанского языка можно перевести как будущее.
Площадь муниципалитета равна 82,7 км², что составляет 0,1 % от площади штата, а наиболее высоко расположенное поселение Капилья, находится на высоте 2997 метров.
Он граничит с другими муниципалитетами Чьяпаса: на северо-западе с Сильтепеком, на севере с Ла-Грандесой, на северо-востоке с Бехукаль-де-Окампо, на востоке с Масапа-де-Мадеро, и на юге с Мотосинтлой.

## Учреждение и состав
Муниципалитет был образован в 1915 году, по данным 2020 года в его состав входит 56 населённых пунктов, самые крупные из которых:
| Код INEGI                  | Населённый пункт | Численность населения (2005 год) | Численность населения (2010 год) | Численность населения (2020 год) |
| -------------------------- | --- | -------------------------------- | -------------------------------- | -------------------------------- |
| 070                        | Всего | 12831                            | 13201                            | 12263                            |
| 0001                       | Эль-Порвенир-де-Веласко-Суарес (исп. El Porvenir de Velasco Suárez) 15°27′23″ с. ш. 92°16′47″ з. д. (административный центр) | 1507                             | 1436                             | 1775                             |
| 0032                       | Нуэва-Эсперанса-Уно (исп. Nueva Esperanza Uno) 15°26′33″ с. ш. 92°14′33″ з. д.                                               | 666                              | 585                              | 501                              |
| 0031                       | Лас-Пилас (исп. Las Pilas) 15°27′19″ с. ш. 92°15′33″ з. д.                                                                   | 492                              | 529                              | 498                              |
| 0012                       | Лас-Сальвас (исп. Las Salvias) 15°27′12″ с. ш. 92°18′22″ з. д.                                                               | 835                              | 503                              | 474                              |
| 0004                       | Канада́ (исп. Canadá) 15°26′53″ с. ш. 92°13′36″ з. д.                                                                         | 594                              | 641                              | 438                              |
| 0003                       | Эль-Камбиль (исп. El Cambil) 15°25′42″ с. ш. 92°19′14″ з. д.                                                                 | 744                              | 706                              | 419                              |
| 0034                       | Мохон (исп. Mojón) 15°27′11″ с. ш. 92°12′58″ з. д.                                                                           | 334                              | 344                              | 405                              |
| —                          | Прочие | 7659                             | 8457                             | 7753                             |
| Названия на карте Генштаба | |                                  |                                  |                                  |

## Экономическая деятельность
По статистическим данным 2000 года, работоспособное население занято по секторам экономики в следующих пропорциях:
- сельское хозяйство и животноводство — 81,6 %;
- промышленность и строительство — 3,7 %;
- торговля, сферы услуг и туризма — 12,9 %;
- безработные — 1,8 %.

## Инфраструктура
По статистическим данным 2020 года, инфраструктура развита следующим образом:
- электрификация: 98,8 %;
- водоснабжение: 30,9 %;
- водоотведение: 87,4 %.

## Туризм
Основные достопримечательности: пещеры Мале́ и Канада́, экологический парк Эль-Порвенир.